# 横浜FC LEOCトレーニングセンター
横浜FC LEOCトレーニングセンター（よこはまエフシー レオックトレーニングセンター）は、いずれも神奈川県横浜市にあるJリーグ・横浜FCの練習場。
1. 保土ケ谷区に所在 → #西谷トレーニングセンター
2. 戸塚区に所在（旧横浜フリューゲルス→横浜F・マリノスも練習場として使用）　→　#戸塚トレーニングセンター

## 西谷トレーニングセンター

クラブハウス

グラウンド

### 概要
横浜FCは2009年秋に、横浜市水道局が土地を所有する保土ケ谷区西谷浄水場の体育施設活用事業者募集に応募し、自チームの練習やトレーニング施設の拡充、地域貢献などが評価され、同年11月26日同事業者に認定された。その後2010年3月19日、横浜市水道局から同年4月より10年間の賃貸借契約を結ぶことで合意した。
これを受けて横浜FCは練習場の機能を戸塚トレセンから西谷に移転することになり、4月1日から6月下旬にかけて工事に着手した。施設は屋外の練習グラウンド2面（天然芝・人工芝各1面）を設置し、夜間練習にも対応できるナイター照明設備も完備。また西谷浄水場管理棟を改装したクラブハウスや体育館も設置された。
この新練習場も引き続きLEOCが命名権を取得し、表題の名称を西谷への移転後も引き継ぐことになった。

### 移転の経緯
横浜FCは設立当初は固定した練習場がなく、一般利用者と同様に利用申請のうえ横浜市内や周辺市町の施設を活用し練習場を転々とする生活が続いた。2007年に横浜F・マリノスが戸塚トレセンからマリノスタウンに練習拠点を移すにあたり、戸塚トレセンの専用利用を開始したが、民間施設ゆえ賃貸料は安くなく、また下部組織の練習に使うに際してもグラウンドが手狭であった。このため、公共施設で賃貸料が低く抑えられ、練習施設の充実を図ることも可能な西谷トレセンへの移転を決めたという。

### 交通
- 相模鉄道上星川駅徒歩17分、同和田町駅バス6分

## 戸塚トレーニングセンター

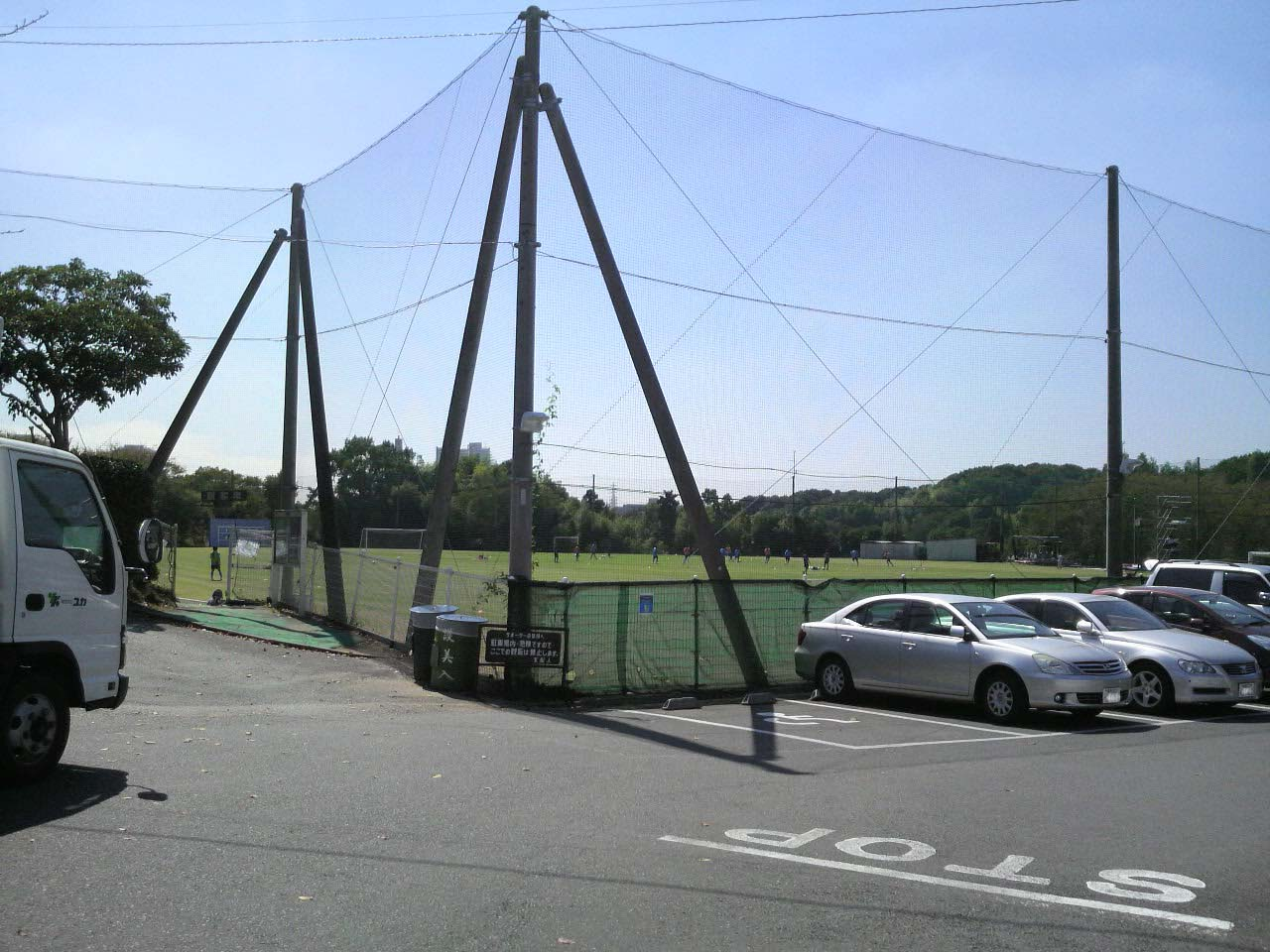
横浜FC LEOCトレーニングセンター（東戸塚時代）

### 概要
神奈川県横浜市戸塚区にあるサッカー練習用の施設。Jリーグクラブ・横浜FCが練習場として使用していた。施設の開発、保有、運営管理は横浜カントリークラブを経営する横浜国際ゴルフ倶楽部が子会社の横浜スポーツマンクラブを通じて行っていた。

### 歴史
元々は保土ヶ谷大洋球場（ほどがやたいようきゅうじょう）として開場し、1980年からプロ野球・セントラル・リーグのチーム・横浜大洋ホエールズ（現：横浜DeNAベイスターズ）が二軍（現：横浜DeNAベイスターズ (ファーム)）のホームスタジアム兼練習場として使用していた。しかし、1986年に平塚球場が完成すると同チームの二軍は移転、その後も練習場として使用されていたが、1987年には横浜大洋ホエールズ総合練習場（後に横浜DeNAベイスターズ総合練習場　2019年・横須賀スタジアムへの機能移転により閉鎖）が完成し練習場も移転。野球場としては供用廃止され、その後はパターゴルフ場として使用されていた。
1994年、Jリーグ・横浜フリューゲルスが練習場として使用するにあたり現在の姿に改修され、横浜フリューゲルス東戸塚トレーニングセンター（よこはまフリューゲルスひがしとつかトレーニングセンター）と改称される。
1998年のシーズン終了後、同クラブが横浜マリノスに吸収合併され横浜F・マリノスとなったことに伴い、戸塚トレーニングセンター（とつかトレーニングセンター）と改称されマリノスが使用を開始したが、2006年にマリノスタウンの完成に伴い同クラブが練習場を移転すると、横浜フリューゲルス消滅によりその後継のイメージでサポーターにより設立された横浜FCが施設をそのまま引き継ぐ形で練習場として使用を開始。山口素弘や横浜フリューゲルス時代からの多くのサポーターが帰還する形となった。ちなみに同クラブはそれまで、しんよこフットボールパークをメインに日産フィールド小机など複数の施設を練習場として使用していたが自社所有のクラブハウスはなく、この時点でクラブ史上初めてクラブハウスを手に入れたことになった。
2007年2月、LEOCが3年間の契約でネーミングライツを取得し現在の名称となった。2010年7月、施設拡充のため西谷（にしや）浄水場運動施設に新設された新トレセンに練習拠点を移転した。その後の使用状況については、西谷トレセンの天然芝グラウンドの生育状況が不十分であるため、2010年夏季までトップチームの練習は引き続きこの戸塚トレセンで行われた。
横浜FCの西谷への移転後は横浜スポーツマンクラブにより貸グラウンドとして運営されていたが、2013年5月より一般社団法人横浜FCスポーツクラブが賃借することとなった。それに伴いグラウンドが人工芝化されることとなり、天然芝グラウンドとしての運営は2013年7月をもって終了した。その後人工芝ピッチが整備され2013年10月より施設設名称『横浜FC東戸塚フットボールパーク in 横浜スポーツマンクラブ』（よこはまエフシーひがしとづかフットボールパーク イン よこはまスポーツマンクラブ）としてオープンした。東戸塚は女子チームの『横浜FCシーガルズ』が練習場として使用するほか、横浜FCサッカースクール東戸塚校の会場としても使用する。

### 施設概要
- 収容人数：500人（座席数50・バックスタンド最前列及びホーム側最後列のみ固定座席、他は芝生席）
  - 現在でも野球場時代のスタンドをほぼそのまま使用しており、サッカー専用スタジアムでありながらバックスタンドがタッチラインに対して斜めに設置されている。なお、スタンドはここのみであり、最後部を除き大部分が芝生席であるが、木と杭で段状になっているので角度と高さがある。
  - 野球場として開設されたため、扇形のグラウンド形状で芝の面積は広いが、現在はサッカー専用のためラインの外となるスペースが広い。2022年2月から前述のスタンド付近で工事が行われ[4]、同年5月にフットサルコート2面が完成した。管理はバディースポーツクラブである。
  - Jリーグ公式戦は開催されないものの、練習試合等では横浜FCのホームゲームが行われている。
- 周辺施設：横浜カントリークラブ、YOKOHAMA SPORTS COMPLEX[注釈 1]（ゴルフ練習場、ローンテニスクラブ、ロイヤルテニスクラブ、スポーツクラブエイモス、オート洗車場）

### 交通
- 最寄り駅 ：JR東戸塚駅 徒歩20分
- 横浜新道今井ICより車で2分